# 智新镇
智新镇，是中华人民共和国吉林省延边朝鲜族自治州龙井市下辖的一个乡镇级行政单位。2021年11月18日，调整智新镇的管辖范围。调整后，智新镇东至东盛涌镇、德新乡，南至三合镇、白金乡，西至龙井与和龙交界处，北至梨园街道，辖原智新镇的大砬子社区和智新、明东、胜地、新化、龙南、吉兴、新安、龙明、光新、龙池、龙江、工农、龙丰、龙海、合成利15个村。

## 行政区划
智新镇下辖以下地区：
大砬子社区、明东村、智新村、光新村、龙池村、新安村、吉兴村、龙南村、工农村、龙海村、龙江村、龙明村、龙丰村、合成利村、胜地村和新化村。